# Вимислув (гміна Слабошув)
Вимислув (пол. Wymysłów) — село в Польщі, у гміні Слабошув Меховського повіту Малопольського воєводства.
Населення — 164 особи (2011).
У 1975-1998 роках село належало до Келецького воєводства.

## Демографія
Демографічна структура станом на 31 березня 2011 року:
|          | Загалом | Допрацездатний вік | Працездатний вік | Постпрацездатний вік |
| -------- | ------- | ------------------ | ---------------- | -------------------- |
| Чоловіки | 85      | 9                  | 58               | 18                   |
| Жінки    | 79      | 15                 | 34               | 30                   |
| Разом    | 164     | 24                 | 92               | 48                   |